# Rasm an-Nafl
Rasm an-Nafl (arab. رسم النفل) – miejscowość w Syrii, w muhafazie Aleppo. W 2004 roku liczyła 1601 mieszkańców.